# بنیاد دنیا را التیام بده
'بنیاد' دنیا را التیام بده (به انگلیسی: Heal the World Foundation)، مؤسسهٔ خیریه‌ای است که مایکل جکسون در سال ۱۹۹۲ آن را بنیان‌گذاری کرد. نام این بنیاد الهام گرفته از نام تک‌آهنگ دنیا را التیام بده است. جکسون از طریق این بنیاد ۴۶ تن مواد غذایی و دارو را برای مردم درگیر در جنگ سارایوو فرستاد ، آموزش سوء مصرف مواد مخدر و الکل را راه اندازی کرد بنیاد کودکان را شفا بده (Heal The Kids) را راه اندازی کرد و میلیون‌ها دلار خرج کودکان بی‌بضاعت نمود. (از جمله پرداخت کامل پیوند کبد یک کودک مجارستانی)

## پیش زمینه
قبل از ایجاد بنیاد دنیا را التیام بده جکسون علاقه زیادی به بشردوستی، برابری و صلح جهانی ابراز کرده بود که ترانه‌هایی مانند «میتوانی آن را احساس کنی» یا can you feel it ، «ما دنیاییم» یا we are the world و «مرد درون آیینه» یا man in the mirror این را می‌رساند. جکسون همچنین میلیون‌ها دلار به امور خیریه اهدا کرد.
در سال 1984، در حین فیلمبرداری یک تبلیغ تجاری پپسی، جکسون دچار سوختگی درجه دو و سه در پوست سرش شد که مواد آتش‌ زا به‌طور تصادفی موهایش را آتش زد. این حادثه در برابر دیدگان 3000 تماشاگری که در آن سالن جمع شده بودند اتفاق افتاد.
شرکت نوشابه سازی پپسی برای جبران این خسارت 1.5 میلیون دلار به مایکل پرداخت کرد او نیز تمام این پول را به یک مرکز سوانح سوختگی اهدا کرد که بعدها به نام مرکز سوختگی مایکل جکسون نام گذاری شد. بخشی از فناوری این مرکز برای کمک به افراد مبتلا به سوختگی شدید بود.
اندکی پس از آن، جکسون به کاخ سفید دعوت شد تا جایزه‌ای را از دستان رئیس جمهور آمریکا رونالد ریگان دریافت کند. این جایزه برای حمایت جکسون از موسسات خیریه‌ای که به مردم در غلبه بر سوء مصرف الکل و مواد کمک کردند، اهدا شد.
در سال 1984 مایکل به همراه برادرانش تور ویکتوری را آغاز کرد. مایکل در این تور بیشتر آثار انفرادی خودش را برای بیش از دو میلیون تماشاگر در آمریکا به نمایش گذاشت. او تمام سهم 5 میلیون دلاری خود را از این تور به خیریه بخشید.
در سال 1985، جکسون آهنگ خیریه ما دنیاییم را با لایونل ریچی نوشت که در سراسر جهان برای کمک به فقرا در آفریقا و ایالات متحده منتشر شد. ابن آهنگ توسط 45 خواننده مطرح آن زمان خوانده شد .
این تک‌آهنگ با نزدیک به 20 میلیون نسخه (نزدیک 40 میلیون دلار) فروخته شده و میلیون‌ها دلار برای کمک به قحطی به یکی از پرفروش ترین تک آهنگ های تمام دوران تبدیل شد.
او در طول سفر تور جهانی بد نزدیک به 500 هزار دلار به بیمارستان‌ها و یتیم خانه‌ها و و سازمان‌های خیریه بخشید که تمامی این پول از فروش تک آهنگ معروف وی به نام مرد درون آینه بود. همچنین او از سال 1985 تا 1990 مبلغ 500 هزار دلار به بنیاد یونایتد نگرو کالج بخشید. 

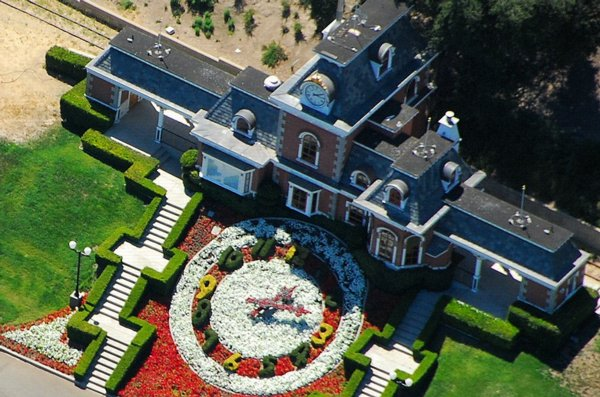
ایستگاه قطار در مزرعهٔ نِوِرلَند. این مزرعه در سال ۱۹۸۸ توسط مایکل خریداری شد و به مکانی برای بازی و تفریح کودکان بی‌سرپرست و بیمار و همچنین محل سکونت خودش تبدیل شد. مایکل این مزرعه را هویت خودش می‌دانست. اما در سال ۲۰۰۵ و با وارد شدن اتهامات دوم کودک‌آزاری در سال ۲۰۰۵ و یورش ۷۰ مأمور پلیس به این مکان آن را برای همیشه ترک کرد.

در ماه مارس سال ۱۹۸۸ جکسون زمینی در نزدیکی شهر سانتا ینز، کالیفرنیا خریداری کرد تا مزرعهٔ نِوِرلَند را با هزینه‌ای معادل ۱۷ میلیون دلار در آن‌جا بسازد. وسعت این ملک شخصی ۱۱ کیلومتر مربع بود. جکسون نورلند را با یک شهربازی، باغ وحش، سالن سینما، چندین استخر، چندین زمین بازی و ۴۰ نگهبان تکمیل کرد. در سال ۲۰۰۳ ارزش این ملک را ۱۰۰ میلیون دلار برآورد کردند. جکسون نورلند را به مکانی برای بازی و تفریح کودکان بی‌سرپرست و بیمار و همچنین محل سکونت خودش تبدیل کرد. 
رایان وایت نوجوانی آمریکایی از ایندیانا به دلیل ابتلا به بیماری ایدز از مدرسه خود اخراج شد. دلیل بیماری وایت انتقال خون آلوده به بدن وی بود که در سال ۱۹۸۴ تشخیص داده شد و امید به زندگی تا ۶ ماه بیشتر نداشت. پزشکان اگر چه تاکید کردند که با رعایت مسائل بیماری ایدز برای دیگران خطرناک نیست ولی به دلیل سطح اطلاع پایین مردم در آن زمان ادامه حضور او در مدرسه امکان پذیر نبود.
در این بین جکسون با وایت آشنا شد و او را به مزرعه نورلند دعوت کرد و شروع به درمان او به وسیله پزشکان متخصص نمود و به همین دلیل  پنج سال بیش از پیش بینی پزشکان زنده ماند و در نهایت در سال ۱۹۹۰ درگذشت. مایکل جکسون در مراسم تشییع جنازه وایت شرکت کرد. همچنین بعد از مرگ وایت مایکل ترانه خیلی زود رفت را در آلبوم خطرناک منتشر کرد. در این دوران مایکل جکسون به جلب توجه عموم نسبت به ایدز کمک کرد و تاثیر بسیاری در شناخته شدن این بیماری داشت که تا آن زمان هنوز ناشناخته و جنجال برانگیز بود. همچنین او در مراسم آغاز ریاست جمهوری بیل کلینتون به‌طور علنی تقاضا کرد که بودجه بیشتری برای کمک به بیماران مبتلا به ایدز و تحقیقات مربوط به این بیماری اختصاص داده شود.

## مأموریت
بنیاد دنیا را التیام بده بعد از انتشار آهنگی از جکسون با نام «دنیا را التیام بده» شروع به کار کرد. هدف این سازمان، تهیهٔ دارو، مبارزه با قحطی، مبارزه با بهره‌کشی و سوءاستفاده از کودکان است. جکسون در روز تأسیس گفت: «برای بهبود شرایط کودکان در تمام جهان».
همچنین کودکان بی‌بضاعت را به مزرعه نورلند می‌آورد، تا از شهربازی، باغ وحش و سینمایی که جکسون بعد از خرید این ملک در آنجا ساخته بود به‌طور رایگان استفاده کنند. این بنیاد میلیون‌ها دلار برای کمک به کودکان بیمار و جنگ زده به نقاط مختلف کرهٔ زمین فرستاد. تور جهانی خطرناک جکسون در ۲۷ ژوئن ۱۹۹۲ آغاز شد، و در ۱۱ نوامبر ۱۹۹۳ خاتمه یافت و جکسون در ۶۷ کنسرت برای ۳٫۶ میلیون نفر برنامه اجرا کرد. تمام درآمد حاصل از این کنسرت‌ها که 140 میلیون دلار (235 میلیون دلار 2021) بود را به بنیاد دنیا را التیام بده منتقل کرد و باعث جمع‌آوری میلیون‌ها دلار برای کمک به مردم شد.

## جذب سرمایه
تور جهانی دنجروس در 27 ژوئن 1992 آغاز شد و در 11 نوامبر 1993 به پایان رسید. جکسون در 69 کنسرت برای 3.5 میلیون نفر اجرا کرد و تمام سود این کنسرت‌ها که ۱۴۰ میلیون دلار (۲۳۵ میلیون دلار ۲۰۲۱) بود را به «بنیاد دنیا را التیام بده» بخشید.
جکسون از طریق این بنیاد، 46 تن لوازم را با هواپیما به سارایوو برد و هزینه پیوند کبد یک کودک مجارستانی را پرداخت کرد.
یکی از تحسین‌برانگیزترین اجراهای جکسون در طول نمایش بین دو نیمه در سوپر بول لیگ ملی فوتبال رخ داد. در این نمایش، جکسون ترانه "دنیا را التیام بده" را اجرا کرد و با کمک یک گروه کُرال متشکل از 750 نفر و شامل 98000 تماشاگر ، توانست به ارتقای سازمان کمک کند. جکسون تمام هزینه‌های خود را به بنیاد اهدا کرد، همچنین NFL نیز 100000 دلار اهدا کرد و یک تبلیغ تلویزیونی 30 ثانیه‌ای برای کمک به بنیاد پخش کرد.
پس از سوپر بول، جکسون یک آگهی تمام صفحه در روزنامه USA Today منتشر کرد و یک شماره تلفن رایگان ارائه داد. یک کوپن ارائه شد که می‌توان آن را برش داد و همراه با یک مشارکت پست کرد. به کسانی که 35 دلار یا بیشتر اهدا می‌کردند یک تی‌شرت "Heal the World" داده شد.
در سال 1997، جکسون از عکس‌های پسرش، پرینس مایکل، درآمد کسب کرد. عکس‌ها به OK! (یک مجله بریتانیایی) فروخته شد. magazine و نشنال اینکوایر ۳ میلیون دلار برای این بنیاد جمع آوری کردند.

## بنیاد کودکان را شفا بده
در فوریه 2001، جکسون Heal the Kids را راه‌اندازی کرد، ابتکار عمل و بخشی از تلاش این بنیاد برای افزایش رفاه کودکان بود.
جکسون خیریه را راه‌اندازی کرد و اظهار داشت: "«کودکان را شفا بده» به بزرگسالان و والدین کمک می‌کند تا متوجه شوند که تغییر دنیایی که فرزندانمان در آن زندگی می‌کنند در اختیار ماست".
جکسون در دانشگاه آکسفورد به عنوان بنیان‌گذار «کودکان را شفا بده»، درباره‌ی تربیت کودکان سخنرانی کرد.
در این سخنرانی، جکسون به صورت لفاظی در مورد فرزندانش صحبت کرد و گفت :"اگر آن‌ها بزرگتر شوند و از من رنجیده شوند، چه می‌شود، و چگونه انتخاب‌های من بر جوانی آن‌ها تأثیر گذاشته است؟ ... چرا به ما یک کودکی معمولی مانند بقیه بچه‌ها داده نشد؟ و در آن زمان لحظه‌ای دعا می‌کنم که فرزندانم از شک و تردید من بهره ببرند، و با خود بگویند: پدر ما با توجه به شرایط منحصر به فردی که با آن روبرو بود، بهترین کار را انجام داد. امیدوارم آن‌ها روی چیزهای مثبت تمرکز کنند. این فداکاری‌هایی بود که با کمال میل برای آن‌ها انجام دادم...».
رندی تابورلی، روزنامه‌نگار گفت : عملکرد جکسون در طول سخنرانی «جذب‌کننده» بود و به خوبی مورد استقبال قرار گرفت.

## تور جهانی دنجروس
تور دنجروس در اصل شامل بیش از ۱۰۰ اجرا بود اما بعد از اجرای شصت و نهمین کنسرت، به خاطر وضعیت روحی و جسمی بد مایکل که به دلیل اتهامات کودک‌آزاری سال ۱۹۹۳ دچار آن شده بود لغو شد. اجرای این تور ۱۵ ماه به طول انجامید و سه و نیم میلیون نفر تماشاچی در آن شرکت کردند. تمام درآمد این تور که ۱۴۰ میلیون دلار (۲۳۵ میلیون دلار ۲۰۲۱) بود به خیریه بخشیده شد.

مایکل جکسون در سال ۱۹۹۲ و پیش از آغاز تور جهانی خطرناک هدف خود از اجرای این تور را چنین بیان کرد:
تنها هدف من برای برگزاری این تور، تأمین پول برای بنیاد خیریه و ملاقات با کودکان بیمار است. من قادر خواهم بود پیام عشق را در جهان گسترش دهم، شاید که دیگر انسان‌ها تحت تأثیر قرار بگیرند و سهم خود را برای شفای دنیا ادا کنند.

## منحل شدن
در سال 2002،  بنیاد دنیا را التیام بده به دلیل عدم ارائه صورت‌های حسابداری سالانه، مورد نیاز سازمان‌های معاف از مالیات، منحل شد. سوابق نشان می دهد که دارایی خالص بنیاد 3542 دلار بوده و هزینه های آن 2585 دلار گزارش شده است. این بنیاد به جز جکسون که رئیس کل بود، مدیر، رئیس یا مدیر ارشد دیگری نداشت .

## سردرگمی نام
یک موسسه خیریه جداگانه به نام "دنیا را التیام بده" در سال 2008 تاسیس شد. در 11 اوت 2009، CBS News گزارش داد که:  نمایندگان املاک جکسون می گویند که این بنیاد با بنیاد مایکل جکسون  ارتباطی ندارد، تری فاهن، سخنگوی جان برانکا، گفت: "املاک مایکل جکسون هیچ ارتباطی با بنیاد "دنیا را التیام بده" که توسط ملیسا جانسون اداره می شود ندارد" . در 30 سپتامبر، بنیاد جکسون اقدام قانونی علیه این موسسه خیریه را آغاز کرد و ادعا کرد که "اقدامات نقض حقوقی و رقابت ناعادلانه متهمان به قصد ایجاد سردرگمی، اشتباه و فریب انجام شده است".